# Kazoku no kuni
Pour plus de détails, voir Fiche technique et Distribution.
Kazoku no kuni (かぞくのくに) est un film dramatique japonais écrit et réalisé par Yang Yong-hi et sorti en 2012.
Le film est sélectionné comme entrée japonaise pour l'Oscar du meilleur film en langue étrangère à la 85e cérémonie des Oscars, mais n'a pas été retenu dans la sélection finale.
Our Homeland est le premier long métrage de Yang Yong-hi, un Coréen de la deuxième génération vivant au Japon. Le film est basé sur son histoire familiale.

## Synopsis
Un homme visite sa famille au Japon après un long exil en Corée du Nord.

## Fiche technique
- Titre original : かぞくのくに (Kazoku no kuni?)
- Réalisation et scénario : Yang Yong-hi
- Photographie : Yoshihisa Toda (ja)
- Montage : Takashige Kikui (ja)
- Musique : Tarō Iwashiro
- Décors : Tomoyuki Maruo, Tōru Fujita
- Société de production : Star Sands, Slow Learner
- Format : couleur
- Pays de production :  Japon
- Langue de tournage : japonais
- Genre : drame
- Durée : 100 minutes
- Date de sortie : 
  - Japon : 4 août 2012[1]

## Distribution
- Sakura Andō : Rie
- Arata Iura : Sonho (Arata au générique)
- Yang Ik-joon : Yang
- Kotomi Kyōno : Suni
- Tatsushi Ōmori : Hongi
- Jun Murakami : Juno
- Shogo : Chori
- Sadaharu Shiota :
- Shinsuke Suzuki :
- Maho Yamada :
- Kumi Imura :
- Mutsuo Yoshioka :
- Yūko Genkaku :
- Sujin Kim :
- Tarō Suwa : Tejo
- Yoshiko Miyazaki : la mère
- Masane Tsukayama : le père